# New Canaan (Connecticut)
New Canaan város az USA Connecticut államában, Fairfield megyében. Lakosainak száma 20 622 fő (2020. április 1.).

## Népesség
A település népességének változása:

| 2010 | 19 738 |
| 2020 | 20 622 |

## Látnivalók
- Glass House, történelmi épület